# Hermann von Oppeln-Bronikowski
Hermann Leopold August von Oppeln-Bronikowski (ur. 2 stycznia 1899 w Berlinie, zm. 19 września 1966 w Gaißach) – generał-major Wehrmachtu, złoty medalista olimpijski z Berlina.

## Życiorys
Hermann von Oppeln-Bronikowski pochodził ze starej polsko-niemieckiej, bardzo rozgałęzionej rodziny szlacheckiej, której wielu potomków służyło od XVIII wieku w armiach szwedzkiej, polskiej, pruskiej i niemieckiej. Jego ojciec, również Hermann, był oficerem, w chwili wybuchu I wojny światowej w randze pułkownika oraz dowódcą 4. Pułku Gwardii. Później w szeregach Reichswehry dosłużył się rangi generała piechoty.
W wieku lat 17 wstąpił jako ochotnik (chorąży) do 10 Pułku Ułanów. W roku 1917 wraz ze swym pułkiem stacjonował w Warszawie w oddziałach armii okupacyjnej. Następnie walczył w nim na froncie wschodnim, a pod koniec wojny w Szampanii. Otrzymał m.in. Krzyż Żelazny 1. klasy. Po zakończeniu wojny pozostał jako porucznik w szeregach zredukowanej do 100 000 żołnierzy armii niemieckiej i zajmował się szkoleniem kawalerii. W roku 1936 jako rotmistrz zdobył ze swą drużyną na Igrzyskach Olimpijskich w Berlinie złoty medal w jednej z konkurencji jeździectwa – ujeżdżeniu.
Po wybuchu II wojny światowej działał początkowo w kawalerii (w czasie inwazji na Polskę w 1939 dowodził jako major konnymi oddziałami zwiadowczymi 24 Dywizji Piechoty). W roku 1940 przeniesiono go w stopniu podpułkownika do Głównej Komendy Wehrmachtu, gdzie otrzymał zadanie kierowania przeszkoleniem kawalerii na żołnierzy wojsk pancernych.
W październiku roku 1941 został przeniesiony do sztabu 4. dywizji pancernej, walczącej na froncie wschodnim. W roku 1942 otrzymał w randze pułkownika dowództwo 35. pułku pancernego tej dywizji i brał udział w walkach pod Briańskiem. W lutym roku 1942 został dowódcą 204. pułku pancernego i brał m.in. udział w walkach pod Stalingradem. W 1943 odznaczony 1 stycznia Krzyżem Rycerskim Żelaznego Krzyża, odniósł poważne rany, gdy jego pułk został poprzez pomyłkę poddany atakowi samolotów Luftwaffe. Od października 1943 dowodził 22 pułkiem pancernym 21 Dywizji. Przeniesiony wkrótce potem na front zachodni, brał udział po D-Day w walkach w Normandii i otrzymał w lipcu 1944 Liście Dębowe do Krzyża Rycerskiego jako jeden z 536 oficerów Wehrmachtu. W lipcu 1944 21 Dywizja Pancerna została włączona do 1 Korpusu SS dowodzonego przez Seppa Dietricha. Dowodzony przez niego pułk odznaczył się wyjątkowym bestialstwem dorównując 12 Dywizji SS-Hitlerjugend.
Mianowany 30 stycznia 1945 generałem-majorem, von Oppeln-Bronikowski dowodził 20. Dywizją Pancerną, która walczyła na Węgrzech, Górnym i Dolnym Śląsku i na Łużycach, gdzie brała udział w bitwie pod Budziszynem i rozbiła 16 Brygadę Pancerną 2. Armii Wojska Polskiego. Na parę tygodni przed upadkiem III Rzeszy otrzymał w kwietniu 1945 Miecze do Krzyża Rycerskiego Żelaznego Krzyża jako jeden ze 142 tak odznaczonych.
Po 8 maja 1945 von Oppeln-Bronikowski dostał się do niewoli amerykańskiej. Przekazany Brytyjczykom, został postawiony przed sądem jako zbrodniarz wojenny. Uniewinniony i zwolniony w roku 1947, pracował po wojnie jako nauczyciel jazdy konnej i trener drużyny jazdy konnej z Kanady przed olimpiadą w Tokio (1964). Pełnił także funkcję doradcy przy organizowaniu Bundeswehry.
Żonaty od 1931 z Edelgard von Kleist (ur. 1911) ze znanej rodziny arystokracji pruskiej, miał z nią troje dzieci.

## Odznaczenia

### III Rzesza
- Krzyż Rycerski Żelaznego Krzyża z Liściem Dębu i Mieczami – 17 kwietnia 1945
- Krzyż Rycerski Żelaznego Krzyża z Liściem Dębu – 28 lipca 1944
- Krzyż Rycerski Żelaznego Krzyża – 1 stycznia 1943
- Złoty Krzyż Niemiecki – 7 sierpnia 1943
- Szpanga Krzyża Żelaznego I klasy
- Szpanga Krzyż Żelazny II klasy
- Odznaka Pancerna
- Czarna Krzyża Żelaznego

### II Rzesza
- Krzyż Żelazny I klasy
- Krzyż Żelazny II klasy
- Heskie Odznaczenie Ogólne